# Kuggen, Lovisa
Kuggen är klippor i Finland.   De ligger i landskapet Nyland, i den södra delen av landet, 80 km öster om huvudstaden Helsingfors.
Terrängen runt Kuggen är mycket platt.  Närmaste större samhälle är Lovisa, 13,9 km norr om Kuggen. 